# Dia da Reconciliação
O Dia da Reconciliação é um feriado público na África do Sul realizado anualmente em 16 de dezembro. O feriado entrou em vigor em 1994, após o fim do apartheid, com a intenção de promover a reconciliação e a unidade nacional do país. A data foi escolhida por ser significativa tanto para as culturas africânderes quanto para as africanas. O governo escolheu uma data importante para ambos os grupos étnicos por reconhecer a necessidade de harmonia racial. A celebração do Dia da Reconciliação pode incluir lembrar a história, reconhecer as contribuições dos veteranos, desfiles e outras festividades.
As origens da celebração para os africânderes remontam ao Dia da Promessa, celebrado em 16 de dezembro de 1864 em comemoração à vitória dos Voortrekkers sobre os Zulus na Batalha do Rio de Sangue. Para os africanos, a data tem sido significativa como um dos protestos pacíficos contra a injustiça racial e da fundação do Lança da Nação, o braço militar do Congresso Nacional Africano (ANC), em 16 de dezembro de 1961. Nelson Mandela e a Comissão da Verdade e Reconciliação da África do Sul escolheram um dia especial para ambos os grupos étnicos no país a fim de trabalhar na cura dos danos causados pelo apartheid.

## Data e observância

"Reconciliação
depende de nós".

A primeira vez que o Dia da Reconciliação foi celebrado como feriado público foi em 1995. O novo governo decidiu representar a unidade nacional escolhendo uma data que tinha significado para "tanto as tradições africânderes quanto a luta da libertação".
No Dia da Reconciliação, grupos culturais participam de desfiles e várias festividades que ocorrem em todo o país. No Dia da Reconciliação de 2013, uma estátua de Nelson Mandela, o primeiro presidente negro da África do Sul, foi inaugurada em Pretória. Durante a celebração em 2009, o presidente Jacob Zuma homenageou os heróis esquecidos do país, incluindo a inscrição de cerca de cem nomes de veteranos mortos em um mural do Parque da Liberdade. Em 2008, Maki Skosana, assassinada por criminosos, recebeu uma lápide e foi lembrada. Para a celebração em 2001, o Congresso Nacional Africano (ANC) recordou a invasão da polícia que levou ao Julgamento de Rivonia. Algumas comunidades participam de uma caminhada que também serve como memorial de Mandela. Outras partes da África do Sul optaram por enfatizar a necessidade de harmonia racial em suas comunidades.
Todos os anos há um tema diferente. Por exemplo:
- 2013: Construção da Nação, Coesão Social e Reconciliação;[8]
- 2014: Coesão social, Reconciliação e Unidade Nacional nos 20 anos de democracia;[9]
- 2015: Superando a Divisão: Construindo uma Nação Sul-africana comum para um estado de desenvolvimento nacional.[10]

## Origem

### Origens africânderes

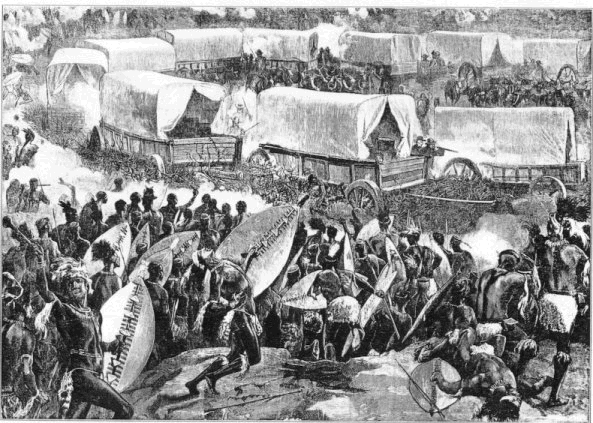
Uma ilustração da Batalha do Rio de Sangue.

Para os africânderes, 16 de dezembro foi comemorado como o Dia da Promessa, também conhecido como o Dia da Aliança ou Dingaan's dag, traduzido para Dia de Dingaan. O Dia da Promessa foi um feriado religioso que comemorava a vitória dos Voortrekkers sobre os Zulus na Batalha do Rio de Sangue em 1838, e ainda é celebrado por alguns africânderes. Naquele dia, 470 Voortrekkers foram atacados em uma batalha no início da manhã liderada pelos generais de Dingane. Os Voortrekkers derrotaram os Zulus, que contaram com dez mil soldados e, durante a batalha, três mil guerreiros Zulus foram mortos. O evento tornou-se um "ponto de encontro para o desenvolvimento do nacionalismo, cultura e identidade africânder".
O significado religioso do evento envolve a crença de que a vitória dos Voortrekkers foi ordenada pelo Deus do Cristianismo. O Sínodo Geral das Igrejas de Natal dos Africânderes escolheu 16 de dezembro como "um dia eclesiástico de ação de graças por todas as suas congregações" em 1864. Mais tarde, em 1894, o Dia do Dingane foi declarado um feriado público pelo Governo do Estado Livre.
Durante o apartheid, 16 de dezembro continuou a ser celebrado como o Dia da Promessa e o Dia da Aliança. Em 1952, o Dia de Dingane foi alterado para Dia da Aliança e, em 1980, foi mudado para Dia da Promessa. O Monumento de Voortrekker em Pretória foi erguido em 16 de dezembro de 1949 para comemorar o Dia de Dingane. O ano de 1994 foi o último em que o Dia da Promessa foi celebrado pelos africânderes. A transição do Dia da Promessa para o Dia da Reconciliação foi vista com emoções misturadas para africânderes.

### Origens africanas
Os africanos que não tiveram o direito de votar após a Segunda Guerra dos Bôeres protestaram contra a discriminação racial em 16 de dezembro de 1910. Outros protestos contra a forma que o governo tratava a discriminação racial continuaram a ser realizados em 16 de dezembro. Em 1929, 1930 e 1934, o Partido Comunista da África do Sul (CPSA) realizou manifestações nesse dia. A Convenção Africana (AAC) foi realizada durante o mesmo período em 1935, cobrindo as datas de 15 de dezembro a 18 de dezembro.
Muito depois, quando os esforços de protestos passivos e resistência contra o apartheid não tiveram êxito, o Congresso Nacional Africano (ANC) decidiu formar um grupo militar ou armado. A decisão de se mudar para a resistência armada ocorreu depois que o ANC foi banido pelo governo. Nelson Mandela acreditava que a resistência não violenta não estava funcionando para parar o apartheid e defendia atos de sabotagem. A data de 16 de dezembro é o aniversário da fundação do Umkhonto we Sizwe ("Lança da Nação" ou MK), a ala armada do ANC criada em 1961. Naquele dia, a Lança da Nação promulgou seus "primeiros atos de sabotagem", que incluíram explosões de bombas contra edifícios governamentais em Joanesburgo, Porto Elizabeth e Durban. Também em 16 de dezembro de 1961, a Liga da Nação distribuiu folhetos descrevendo como o grupo "continuará a luta pela liberdade e pela democracia via novos métodos, que são necessários para complementar as ações das organizações estabelecidas para a libertação nacional".

### Dia da Reconciliação

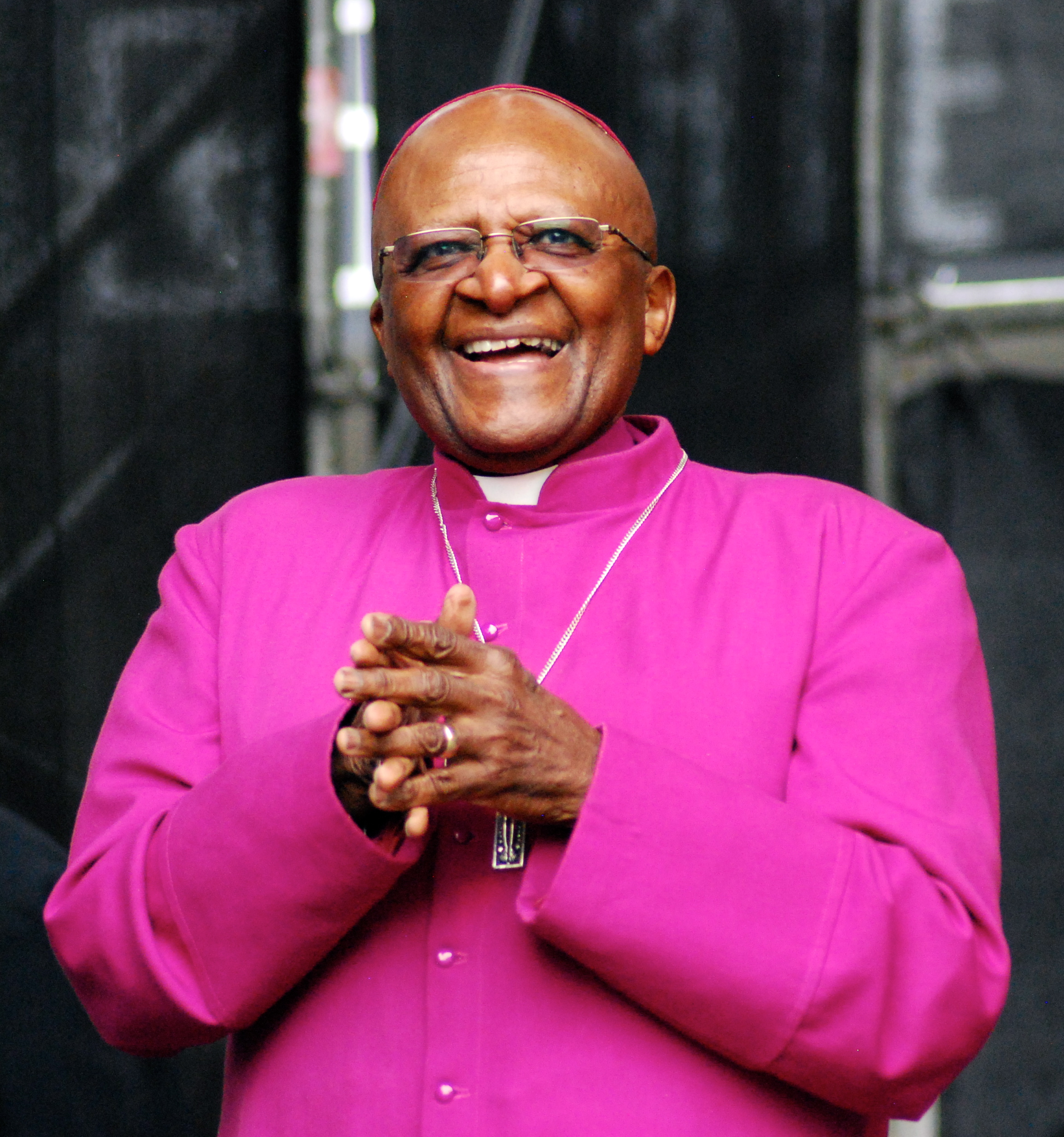
Desmond Tutu falou sobre o propósito do feriado em 1995.

Quando o apartheid terminou, foi decidido manter o 16 de dezembro como um feriado público, mas infundi-lo "com o objetivo de promover a reconciliação e a unidade nacional". A celebração foi criada pelo governo em 1994. Nelson Mandela fazia parte do grupo de políticos que ajudaram a iniciar a ideia do feriado. Em 16 de dezembro de 1995, ocorreu a primeira celebração. O primeiro encontro da Comissão Sul-Africana da Verdade e Reconciliação também foi realizada em 16 de dezembro de 1995. Em um discurso em 1995, o arcebispo Desmond Tutu descreveu o feriado como destinado para a necessidade de curar as feridas do apartheid.
O feriado também é usado para celebrar grupos culturais minoritários na África do Sul, como o povo San. Além disso, o presidente sul-africano, Jacob Zuma, em 2009, enfatizou que o feriado deveria promover o "não-sexismo".

### Outros significados
O dia 16 de dezembro também é o décimo sexto dia do período de férias de verão da África do Sul. É o primeiro de quatro feriados públicos realizados no auge do verão no Hemisfério Sul, juntamente com o Dia de Natal, o Dia da Boa Vontade e o Dia de Ano Novo. Muitas pequenas empresas fecham e os funcionários entram em férias neste período.

## Nota
- Este artigo foi inicialmente traduzido, total ou parcialmente, do artigo da Wikipédia em inglês cujo título é «Day of Reconciliation», especificamente desta versão.